# Ford Vietnam
Ford Vietnam Company Limited ist ein vietnamesischer Automobil- und Nutzfahrzeughersteller mit Sitz in Hanoi. Es ist ein Joint-Venture des amerikanischen Unternehmens Ford (75 %) mit der vietnamesischen Công ty Diesel Sông Công (25 %).

## Geschichte
Das Unternehmen wurde im September 1995 gegründet.
Das Werk in Hải Dương nahm im November 1997 seine Produktion auf. Es hat eine theoretische jährliche Kapazität von 14.000 Einheiten.
Mit 105 Mio. US-Dollar war Ford Vietnam 2017 nach Honda Vietnam der kapitalstärkste Automobilhersteller in Vietnam.

## Modelle
Obwohl Ford Vietnam fest mit Ford Australia zusammen arbeitet und sich beide Firmen die Märkte teilen, werden dort bislang hauptsächlich Ford-Modelle aus europäischer und australischer Eigenproduktion angeboten. Ford Australia baut in Vietnam momentan sogar ein eigenes Händlernetzwerk auf.
Als in Europa der Transit durch die neue Generation ersetzt wurde, überarbeitete das Unternehmen dessen Palette einfach und nahm so sogar Langversionen und Minibusse bis zu 16 Personen mit in das Sortiment, in welchen bis zu 16 Personen Platz hatten. Diese erreichten vor allem in der Volksrepublik China hohe Verkaufszahlen, dennoch wurde diese Generation nur noch bis 2003 produziert und durch die aktuelle Modellgeneration ersetzt.
Im Oktober des Jahres 2000 präsentierte Ford Vietnam schließlich den Elektro-Motorroller TH!NK e.GO, von welchem lediglich 12 Einheiten gebaut und verkauft wurden. Im Sommer 2001 wurde der Ford Ranger eingeführt, welcher sich als Schwestermodell zur Mazda B-Serie weltweit als Allzweckfahrzeug einen Namen machte. Im Oktober wurde die Modellpalette mit dem SUV Ford Escape vervollständigt. Im April 2002 führte Ford eine neue Generation des Ford Lynx ein, welcher ein Schwestermodell des taiwanischen Ford Tierra ist und von der Optik mit dem europäischen Ford Mondeo vergleichbar ist. Im selben Jahr begann auch die Montage der Baureihe des Ford F-Serie Super Duty als Ford Western. Als nächstes Modell kam zum 100. Jahrestag der Ford Motor Company der Ford Mondeo VN auf den Markt, welcher aber nur eine bedingte Ähnlichkeit mit dem europäischen Namensvetter hatte.